# Li Chunyang
Li Chunyang (China, 2 de febrero de 1968) es un gimnasta artístico chino, especialista en la prueba de barra horizontal con la que ha logrado ser dos veces campeón del mundo en 1989 y 1991.

## Carrera deportiva
En el Mundial de Róterdam 1987 gana la plata en el concurso por equipos, tras la Unión Soviética y por delante de Alemania Oriental (bronce).
En el Mundial celebrado en Stuttgart (Alemania) en 1989 consigue una medalla de oro en barra horizontal, y una de bronce en equipos, tras la Unión Soviética (oro) y la República Democrática Alemana (plata). 
En el Mundial de Indianápolis 1991 gana de nuevo el oro en barra, y la plata en el concurso por equipos; China queda por detrás de la Unión Soviética y por delante de Alemania.
Y en los JJ. OO. de Barcelona 1992 gana la plata en equipos —China queda tras el Equipo Unificado y por delante de Japón (bronce)—, siendo sus compañeros de equipo: Guo Linyao, Li Dashuang, Li Ge, Li Jing y Li Xiaoshuang.